# ساموئل تئوسیان
ساموئل آغوانی تئوسیان (ارمنی: Սամվել Աղվանի Թևոսյան؛ زادهٔ ۲۳ فوریهٔ ۱۹۵۲) یک  سیاستمدار اهل ارمنستان است که از تاریخ ۱۹۹۰ تا تاریخ ۱۹۹۵ سمت نمایندگی دوره اول شورای عالی جمهوری ارمنستان را برعهده داشت.

## زندگی‌نامه
در 	۲۳ فوریهٔ ۱۹۵۲ ‏در ارمنستان به دنیا آمد . 